# Andreas Strobl (Beamter)
Andreas Strobl (* 24. November 1965) ist ein österreichischer Bezirkshauptmann.

## Ausbildung und Beruf
Strobl studierte Rechtswissenschaft (Akademischer Grad: Mag. iur.) und trat im Oktober 1998 an der Bezirkshauptmannschaft Baden in den Landesdienst ein. Der Jurist wechselte im Juni 2000 an die damalige Bezirkshauptmannschaft Wien-Umgebung, im Juli 2002 wurde er Bezirkshauptmann-Stellvertreter an der Bezirkshauptmannschaft Lilienfeld und im August 2003 wurde er als Bezirkshauptmann-Stellvertreter in die Bezirkshauptmannschaft Mödling versetzt.
2011 folgte er Philipp Enzinger als Bezirkshauptmann im Bezirk Wiener Neustadt. Am 1. Dezember 2014 übernahm er von Wolfgang Straub das Amt des Bezirkshauptmannes der Bezirkshauptmannschaft Wien-Umgebung, der in den Ruhestand trat. Der Bezirk Wien-Umgebung wurde mit 31. Dezember 2016 aufgelöst.
Vom 9. Mai 2017 bis 30. November 2021 war er Bezirkshauptmann in der Bezirkshauptmannschaft Hollabrunn.
Mit Wirksamkeit vom 1. Dezember 2021 wurde er zum Bezirkshauptmann der Bezirkshauptmannschaft Korneuburg bestellt.
Er ist Ehrenbürger der Stadtgemeinde Gerasdorf bei Wien.